# Adriaen de Grijef

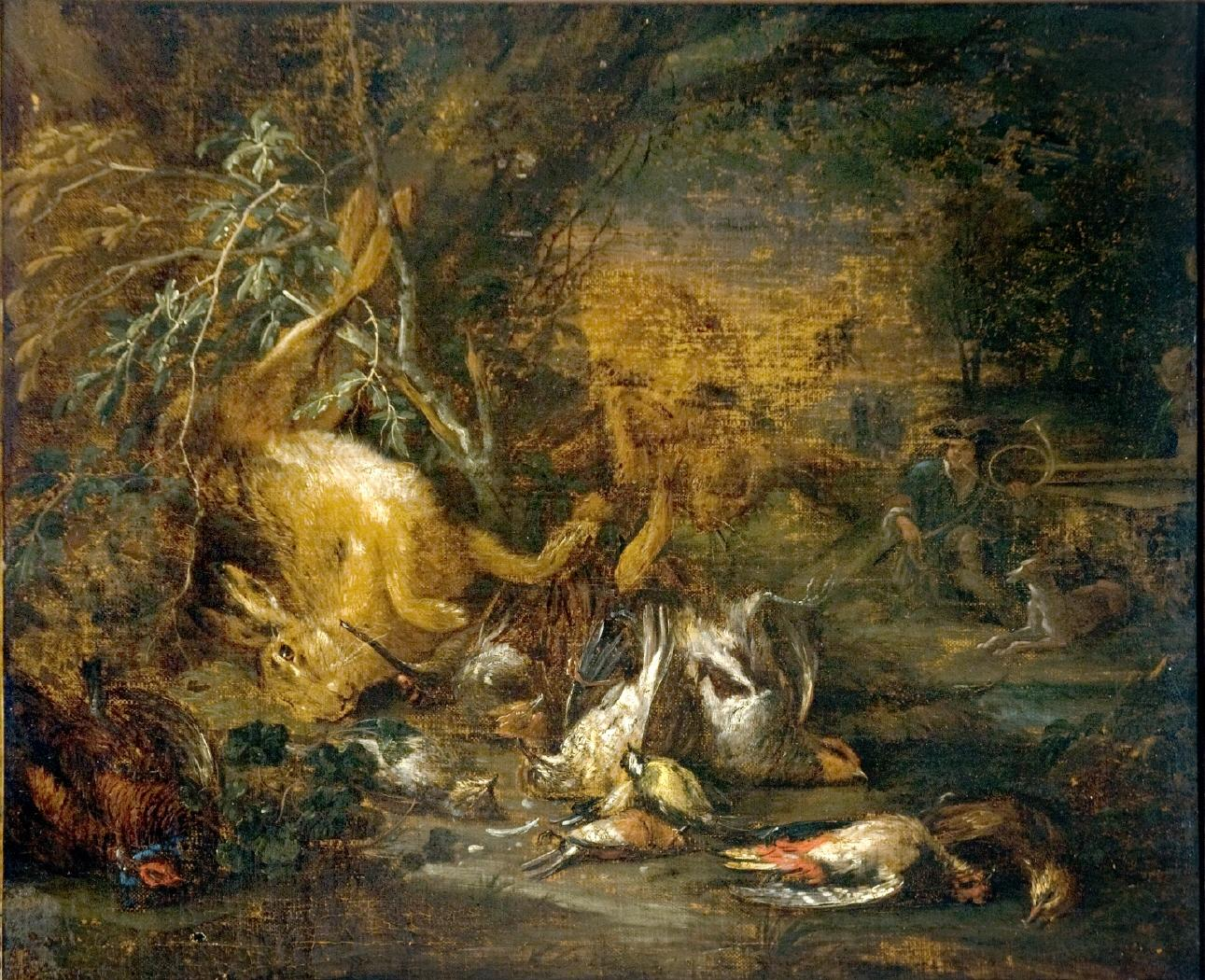
Bodegón, óleo sobre lienzo, 58,5 x 70,5, Pamplona, Museo de Navarra.

Adriaen de Grijef o  de Gryef  (Leiden (Países Bajos), 1657-Bruselas, 1715) fue un pintor y marchante barroco flamenco especializado en la pintura de bodegones y escenas de caza.
Hijo y discípulo de Jacques de Claeuw, pintor neerlandés de vanitas y naturalezas muertas casado en 1649 con una hija de Jan van Goyen, fue bautizado en Leiden el 6 de diciembre de 1657. Su vida transcurrió entre Gante, en cuyo gremio de San Lucas se le encuentra inscrito como marchante de arte en 1687, Amberes, ciudad en la que contrajo matrimonio en 1689 y figura inscrito en el gremio de pintores en 1700, Leiden y Bruselas donde residió de 1690 a 1694 y a partir de 1700 hasta su muerte, en 1715, según el Lexicon de Thieme-Becker, o después de 1722, atendiendo a la fecha de la última pintura firmada conocida.
En sus naturalezas muertas, influido por Jan Fyt y Frans Snyders, sus cuadros, normalmente de pequeño tamaño, se centran en la pintura de perros en actitud inquieta y piezas de caza cobradas entre frutas diversas y situadas al aire libre, colgadas de árboles o arbustos en paisajes iluminados por una luz crepuscular.